# Copa del Generalíssim de futbol 1942-43
La Copa del Generalíssim de futbol 1942-43 va ser la 39ena edició de la Copa d'Espanya. La va conquistar l'Athletic Club, en el que va ser el catorzè títol coper. Es va disputar des del 25 d'abril fins al 20 de juny del 1943.Aquesta edició de la copa destaca pel fet d'haver-se produït a les semifinals la golejada més gran en la història del Clàssic: un categòric 11-1 del Reial Madrid al Barcelona a la tornada.
Del 25 d'abril al 6 de maig.
| Equip 1             | Global | Equip 2                   | Anada | Tornada |
| ------------------- | ------ | ------------------------- | ----- | ------- |
| Malacitano          | 3-8    | Atlético Aviación         | 0-0   | 3-8     |
| Real Betis Balompié | 4-3    | Atlético Tetuán           | 1-3   | 3-0     |
| RCD Espanyol        | 4-2    | CA Osasuna                | 3-2   | 1-0     |
| Reial Valladolid    | 1-4    | Celta de Vigo             | 1-2   | 0-2     |
| Barakaldo           | 1-2    | Atlético de Bilbao        | 1-0   | 0-2     |
| Reial Societat      | 11-2   | Arenas de Getxo           | 8-0   | 3-2     |
| Deportivo Alavés    | 3-4    | Zaragoza FC               | 2-3   | 1-1     |
| Club Ferrol         | 2-2    | RC Deportivo de La Coruña | 1-0   | 1-2     |
| Hèrcules CF         | 3-10   | CE Castelló               | 0-2   | 3-8     |
| Real Gijón CF       | 4-6    | Real Oviedo CF            | 1-2   | 3-4     |
| CE Constància       | 3-3    | CE Sabadell               | 2-1   | 1-2     |
| CE Alcoià           | 2-3    | València CF               | 2-1   | 0-2     |
| Jerez CF            | 7-4    | Sevilla CF                | 6-2   | 1-2     |
| SD Ceuta            | 5-3    | Granada CF                | 5-0   | 0-3     |
| Reial Madrid        | 6-1    | UD Salamanca              | 5-1   | 1-0     |
| Llevant UE          | 3-11   | FC Barcelona              | 2-3   | 1-8     |

- Desempat

| Equip 1       | Marcador | Equip 2                |
| ------------- | -------- | ---------------------- |
| Club Ferrol   | 0–1      | Deportivo de La Coruña |
| CE Constància | 1–0      | CE Sabadell            |

## Vuitens de final
Del 9 al 18 de maig.
| Equip 1             | Global | Equip 2                   | Anada | Tornada |
| ------------------- | ------ | ------------------------- | ----- | ------- |
| Atlético Aviación   | 4-2    | Reial Societat            | 4-2   | 0-0     |
| Real Betis Balompié | 1-5    | SD Ceuta                  | 1-1   | 0-4     |
| RCD Espanyol        | 4-4    | Reial Madrid              | 1-1   | 3-3     |
| Celta de Vigo       | 2-9    | FC Barcelona              | 1-5   | 1-4     |
| Atlético de Bilbao  | 8-2    | CE Castelló               | 7-0   | 1-2     |
| Zaragoza FC         | 3-4    | València CF               | 2-4   | 1-0     |
| Real Oviedo CF      | 2-3    | RC Deportivo de La Coruña | 1-2   | 1-1     |
| CE Constància       | 3-5    | Jerez CF                  | 2-1   | 1-4     |

- Desempat

| Equip 1      | Marcador | Equip 2      |
| ------------ | -------- | ------------ |
| RCD Espanyol | 0-2      | Reial Madrid |

## Quarts de final
23 i 30 de maig.
| Equip 1           | Global | Equip 2                   | Anada | Tornada |
| ----------------- | ------ | ------------------------- | ----- | ------- |
| Atlético Aviación | 2-7    | Atlético de Bilbao        | 1-3   | 1-4     |
| FC Barcelona      | 9-4    | SD Ceuta                  | 5-2   | 4-2     |
| Jerez CF          | 4-6    | Reial Madrid              | 1-1   | 3-5     |
| València CF       | 5-2    | RC Deportivo de La Coruña | 2-2   | 3-0     |

## Semifinals
6 i 13 de juny.
| Equip 1            | Global | Equip 2      | Anada | Tornada |
| ------------------ | ------ | ------------ | ----- | ------- |
| Atlético de Bilbao | 3-2    | València CF  | 1-0   | 2-2     |
| FC Barcelona       | 4-11   | Reial Madrid | 3-0   | 1-11    |

## Final
| Athletic Club | 1 - 0 (pròrroga) | Reial Madrid CF |
| ------------- | ---------------- | --------------- |
| Zarra 104'    |                  |                 |

## Campió
| Campions de la Copa d'Espanya 1943 |
| ---------------------------------- |
| · Athletic Club · 14è títol        |